# Stan Drake
Stanley Albert Drake (9 de novembre de 1921 - 10 de març de 1997) va ser un dibuixant nord - americà més conegut com l'artista creador de la tira de premsa The Heart of Juliet Jones i el dibuixant del còmic Kelly Green.
Nascut a Brooklyn, Drake treballava a la part posterior d'un camió de Dugan's Donut per un sou d'un dòlar al dia mentre estava a l'institut. Als 17 anys, va contribuir a l'art en Popular Detective, Popular Sports i altres pulps. Entrant en l'àmbit del còmic com a artista, retolista i escriptor, es va fer amic del dibuixant Bob Lubbers, que després va suggerir que dibuixés tires de prensa.
Va estudiar durant dos anys a la Art Students League de Nova York. Al Pacífic, durant la Segona Guerra Mundial, va fer treballs de PR per a Stars and Stripes. Tornant a la vida civil, va passar a la publicitat i, finalment, va dirigir un estudi de 12 il·lustradors.

## Tires còmiques
Juliet Jones, creada el 1953 per Drake i l'escriptor Elliot Caplin, va ser un còmic dramàtic dibuixat per Drake amb un estil naturalista. Drake, amb assistents entre els que es trobaven Tex Blaisdell i Frank McLaughlin, es va mantenir a la tira fins al 1989, quan va ser succeït per Frank Bolle. L'artista, escriptor i editor de còmics Larry Lieber va dir que Drake va ser la influència més gran en la seva obra.
El 1984, Drake va reemplaçar a Mike Gersher com a artista a Blondie (escrit per Dean Young), i va continuar dibuixant la tira fins a la seva mort. El seu ajudant a Blondie va ser Denis Lebrun.

## Obres d'art
Va ser un pintor prolífic i va crear retrats de més de 40 dibuixants, obra exposada al Museu del Còmic d'Arts a Sarasota, Florida.

## Novel·les gràfiques
Drake va dibuixar còmics per a Marvel Comics com The Pitt. Internacionalment, és conegut per l'art de la sèrie de novel·les gràfiques Kelly Green sobre una jove vídua que lluita contra el crim a la manera d'un heroi d'acció. Aquesta sèrie va ser escrita per Leonard Starr i va ser serialitzada a la revista Pilote en blanc i negre abans de ser recollit en àlbums en color per la firma francesa Dargaud International Publishing. Un àvid golfista, Drake va crear il·lustracions per a Golf Digest i el llibre The Touch System for Better Golf.

## Premis
Va ser reconegut per la National Cartoonists Society amb el seu premi Story Comic Strip Award (1969, 1970, 1972) per The Heart of Juliet Jones .

## Salut
Drake era un passatger en l'accident automobilístic del setembre de 1956 que va matar el seu company de dibuixos animats Alex Raymond i va resultar ferit greu, amb una espatlla trencada que li va impedir fer tires còmiques durant la seva recuperació. Les seves dues orelles havien estat arrencades i van necessitar ser reajustades quirúrgicament. A més, Drake tenia una condició congènita de tal manera que els ossos del seu crani no es van unir adequadament en la infància.